# Djúpivogur

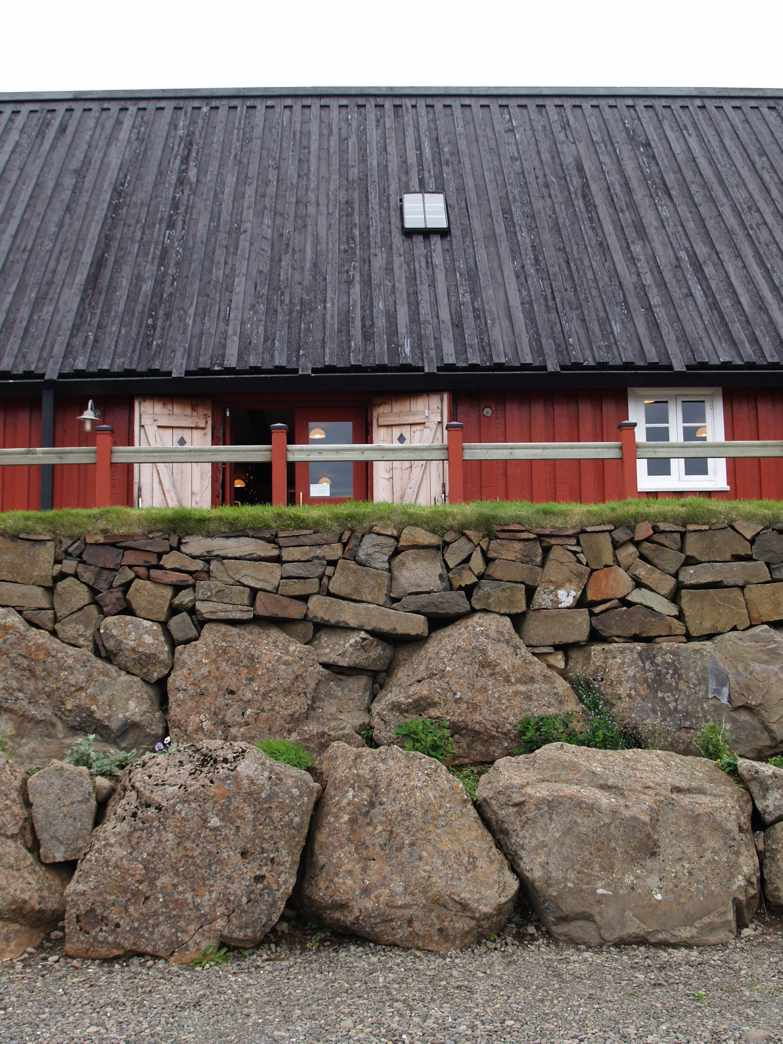
Langabúð, muzeum v Djúpivoguru

Djúpivogur je vesnice na východě Islandu. Nedaleko od vesnice je ostrov Papey. Žije zde 368 obyvatel. Zeměpisné souřadnice jsou 64°39' severní šířky a 17°00' západní délky.
Je to nejstarší přístav ve Východních fjordech (na fjordu Berufjördur), existuje od 16. století, kdy sem němečtí obchodníci vozili zboží a obchodovali s ním.
Nejstarší budovou je tzv. Langabúd, dřevěné přístavní skladiště z roku 1790, dnes se v něm nachází turistické infocentrum, kavárna a muzeum řezbáře Rikarda Jónssona a místních historických artefaktů.
Krajině dominuje pyramidová hora Búlandstindur s výškou 1069 m.
Městečko je také známé tím, že je místem naměřené nejvyšší teploty na ostrově - v roce 1939 to bylo 30,5 °C (průměrná teplota v červenci a v srpnu je 7 °C, průměrný úhrn srážek v červenci je 9 mm, nejvyšší v lednu - 15 mm)